# クラウス・イェンセン
クラウス・イェンセン（Claus Jensen, 1977年4月29日 - ）は、デンマーク出身の元サッカー選手、サッカー指導者。現役時代のポジションはミッドフィルダー。同国代表として47試合に出場し8得点を記録した。

## 来歴
正確なパス技術をもち、ゲームメーカーとしてプレミアリーグのチャールトンなどで活躍。フリーキックも得意としていた。しかし度重なる怪我に苦しみ、30歳で現役を引退した。
オールボーBKに所属するアンデルス・デュエとは従兄弟の関係である。

## 所属クラブ
- 1995-1996  ネストヴェズBK
- 1996-1998  リンビーBK
- 1998-2000  ボルトン・ワンダラーズFC
- 2000-2004  チャールトン・アスレティックFC
- 2004-2007  フラムFC

## 代表歴

### 出場大会
- デンマーク代表
  - 2002 FIFAワールドカップ

### 試合数
- 国際Aマッチ 47試合 8得点（2000年-2007年）[1]

| デンマーク代表 | 国際Aマッチ | 国際Aマッチ |
| 年             | 出場        | 得点        |
| -------------- | ----------- | ----------- |
| 2000           | 6           | 0           |
| 2001           | 6           | 1           |
| 2002           | 6           | 0           |
| 2003           | 7           | 4           |
| 2004           | 10          | 1           |
| 2005           | 6           | 2           |
| 2006           | 5           | 0           |
| 2007           | 1           | 0           |
| 通算           | 47          | 8           |